# تاویا یانگ
تاویا یانگ (انگلیسی: Tavia Yeung؛ زادهٔ ۳۰ اوت ۱۹۷۹) بازیگر و خواننده اهل هنگ کنگ است.
از فیلم‌ها یا مجموعه‌های تلویزیونی که وی در آن‌ها نقش داشته‌است، می‌توان به «ماه آبی» (۲۰۰۱) اشاره نمود.